# Afterburner
Afterburner è il nono album in studio del gruppo musicale statunitense ZZ Top, pubblicato il 28 ottobre 1985 dalla Warner Bros. Records.
L'album riprende le sonorità del precedente Eliminator, ampliando l'utilizzo di sintetizzatori, drum machine e sequencer, combinati al classico stile blues rock del gruppo.

## Tracce
Tutti i brani sono scritti da Gibbons, Hill e Beard.
1. Sleeping Bag – 4:02
2. Stages – 3:32
3. Woke Up With Wood – 3:45
4. Rough Boy – 4:50
5. Can't Stop Rockin' – 3:01
6. Planet Of Women – 4:04
7. I Got The Message – 3:27
8. Velcro Fly – 3:29
9. Dipping Low (In The Lap Of Luxury) – 3:11
10. Delirious – 3:41

## Formazione
- Billy Gibbons – voce, chitarra
- Dusty Hill – basso, tastiere
- Frank Beard – batteria, percussioni